# James Clark (Informatiker)
James Clark (* 23. Februar 1964 in London) ist britischer Informatiker und einer der führenden Köpfe der SGML/XML-Entwicklung. Er war aktiv an der Entwicklung der ISO-Norm „DSSSL“ beteiligt und hat als eingeladener Experte einige W3C-Empfehlungen mitgestaltet, unter anderem XSLT und XPath.
James Clark arbeitet seit 2004 als Leiter der Open-Source-Abteilung der Software Industry Promotion Agency (SIPA) für das thailändische Ministerium für Informations- und Kommunikationstechnik.

## Open-Source-Software
Seit Ende der 1980er-Jahre schreibt Clark Open-Source-Software. Zu seinen bekanntesten Programmen gehören
- Expat – XML-Parser
- groff – Schriftsatzprogramm
- JADE – DSSSL-Engine
- SP – SGML-Parser
- XT – XSLT-Engine

Einige seiner Programme werden mittlerweile von der Open-Source-Community weiterentwickelt, beispielsweise als OpenJade.